# Mel Sheppard
Melvin Whinfield « Peerless Mel » Sheppard, (né le 5 septembre 1883 à Almonesson Lake au New Jersey et décédé le 4 janvier 1942 à New York), est un athlète américain pratiquant le 800 m et le 1 500 m plusieurs fois médaillé olympique.

## Carrière
Aux Jeux olympiques de 1908 Mel Sheppard termine premier de sa série du 1500m en 4 min 5 s, battant le précédent record du monde. Dans une série suivante, l'anglais Norman Hallows prend le record fraîchement acquis pour 1 s 6 d'écart. En finale Mel Sheppard remporte la course du 1500m, en 4 min 3 s 4, devient donc champion olympique et reprend le record du monde. 
Il remporte facilement la finale du 800 mètres en battant le record du monde avec un temps de 1 min 52 s 8 après avoir fait un premier tour très rapide en 53 secondes.
Sheppard gagne sa troisième médaille d'or au relais olympique. Il s'agit du premier relais organisé aux Jeux olympiques. Quatre coureurs pour des distances de 200 mètres, 200 mètres, 400 mètres et 800 mètres. Sheppard occupe la dernière place du relais américain qui franchit le premier la ligne en 3 min 29 s 4 devant l'Allemagne et la Hongrie.
Mel Sheppard est favori pour le 800 mètres aux Jeux olympiques suivants à Stockholm. Il reconduit sa tactique de 1908 et entame sa course avec un premier 400 mètres en 52 s 4. Mais c'est son compatriote Ted Meredith qui remporte la finale d'une courte avance avec un nouveau record du monde en 1 min 51 s 9 à la clé. Sheppard termine à la seconde place pour un dixième.
Comme en 1908, l'équipe américaine remporte le relais olympique cette fois organisé en 4 × 400 mètres. Mel Sheppard y remporte sa quatrième médaille d'or olympique de sa brillante carrière et ajoute un nouveau record du monde.

## Palmarès

### Jeux olympiques d'été
- Jeux olympiques d'été de 1908 à Londres
  -  Médaille d'or sur 800 m
  -  Médaille d'or sur 1 500 m
  -  Médaille d'or sur le relais olympique
- Jeux olympiques d'été de 1912 à Stockholm
  -  Médaille d'or sur 4 × 400 m
  -  Médaille d'argent sur 800 m

## Honneurs
- Temple de la renommée de l'athlétisme des États-Unis en 1976.
- U.S. Olympic Hall of Fame en 1989.